# Superpohár UEFA 1979
Šestý ročník Superpoháru UEFA se odehrával na dva zápasy mezi vítězem Poháru vítězů pohárů v ročníku 1978/79 – FC Barcelona a vítězem Poháru mistrů evropských zemí v stejném ročníku – Nottingham Forest FC.

## Zápas

### 1. zápas
| 30. ledna 1980       |        |              |                                                               |
| Nottingham Forest FC | 1 : 0  | FC Barcelona | City Ground, Nottingham diváci: 23.807 rozhodčí: Adolf Prokop |
| George 57'           | report |              | City Ground, Nottingham diváci: 23.807 rozhodčí: Adolf Prokop |

### 2. zápas
| 5. února 1980      |        |                      |                                                                |
| FC Barcelona       | 1 : 1  | Nottingham Forest FC | Camp Nou, Barcelona diváci: 29.038 rozhodčí: Walter Eschweiler |
| Roberto 25' (pen.) | report | 42' Burns            | Camp Nou, Barcelona diváci: 29.038 rozhodčí: Walter Eschweiler |

## Vítěz
| Superpohár UEFA 1979 Nottingham Forest FC (1. vítězství) |